# Dionisio Pérez-Jácome Friscione
Dionisio Pérez-Jácome Friscione, né le 23 mai 1967 à Xalapa, est un homme politique mexicain, membre du Parti action nationale (PAN).
De 2011 à 2012, il est Secrétaire aux Communications et aux Transports. Pérez-Jácome est diplômé en économie de l’Institut Autonome du Mexique et de Harvard où il obtient un Master en politiques publiques.
De 2017 à 2018, il est ambassadeur du Mexique au Canada. 

## Biographie

### Fonctions politiques
Ministre des Communications et des Transports du Mexique